# Kanamicin
Kanamicin je aminoglikozidni antibiotik, ki se uporablja peroralno in intravensko pri različnih okužbah.
Odkritje kanamicina Takeuchija in sodelavcev leta 1957 je pomenilo velik premik v raziskovanju antibiotikov, saj je kanamicin kazal odlično aktivnost proti tedaj problematičnim okužbam z na penicilin rezistentnimi sevi Staphylococcus aureus, na streptomicin rezistenimi sevi Mycobacterium tuberculosisin na kloramfenikol rezistentnimi sevi iz rodu Shigella (2). 
Kanamicin ima dva strukturno podobna analoga, amikacin in bekanamicin (kanamicin B), eden od njiju, pa je celo bolj aktiven od samega kanamicina, zato se tudi uporablja več. (2)

## Delovanje
Kanamicin je aminoglikozidni antibiotik. Za aminoglikozide je značilno, da se vežejo na ribosomalno podenoto 30S in na rRNA 16S. Kanamicin se veže s štirimi nukleotidi na enoto 16S in na eno aminokislino proteina S12. To povzroči interferenco v iniciacijskem kompleksu, kar povzroči vstavljanje »napačne« aminokisline, zaradi česar je potem protein na koncu nefukcionalen in se razgradi (4).

## Farmakokinetika
Farmakokinetika amikacina in kanamicina pri zdravih moških je pokazala, da je pri peroralni poti uporabe razpolovna doba v serumu za oba antibiotika približno 2 uri. Kanamicin se v skoraj 95% izloči preko seča in se ne veže na serumske proteine. Če pa je bila pot uporabe intramuskularna, se je razpolovna doba v serumu podaljšala na 4–8 ur (3).

## Uporaba
Kanamicin se danes zaradi pogostih neželenih stranskih učinkov (npr. izguba sluha) ne uporablja več v humani medicini. Uporablja se v raziskovalne namene, kjer izkoriščajo dobro raziskanost genov za rezistenco nanj in ga zato uporabljajo kot genski označevalec v znanosti (genetika, molekularna biologija, rastlinska biotehnologija ipd.).

Danes se antibiotik v medicini uporablja le še pri kirurških posegih pri operacijah prebavil, da prepreči okužbe med samo operacijo. 